# Best of Bikini
A Best of Bikini egy válogatáslemez, melyet az EMI kiadó adott ki a Bikini együttes 1997-es visszatérése alkalmából. A lemezen főként az előtte megjelent Izzik a tavaszi délután, A sötétebbik oldal, és a Búcsúkoncert lemezekről tartalmazott számokat.

## Számok listája
1. Veri az élet
2. Nehéz a dolga
3. Ki visz haza
4. Közeli helyeken
5. Izzik a tavaszi délután
6. Csak annyit érzek
7. Adj helyet magad mellett
8. Fagyi
9. Jólét
10. Olcsó vigasz
11. Ne menj el
12. Furcsák közé tartozom
13. Engedj be kérlek
14. Megüssem vagy ne üssem

## Közreműködtek
- D. Nagy Lajos - ének, vokál
- Daczi Zsolt - gitár
- Németh Alajos - basszusgitár, billentyűs hangszerek
- Gallai Péter - billentyűs hangszerek, ének (Furcsák közé tartozom), vokál
- Hirlemann Bertalan - dob
- Keresztes Ildikó, Lastofka Bea - vokál (Olcsó vigasz; Csak annyit érzek)
- Ádok József - billentyűs hangszerek (Nehéz a dolga; Közeli helyeken; Fagyi; Furcsák közé tartozom; Megüssem vagy ne üssem)
- Makovics Dénes - szaxofon (Nehéz a dolga; Fagyi)
- Csillag Endre - gitár (Adj helyet magad mellett)